# Handelsmän och partisaner
Handelsmän och partisaner är en roman av Klas Östergren utgiven 1991.
Romanen utspelar sig i en by vid havet på Österlen och handlar om ett antal mäklare som intar byns badhotell och påstår sig vilja köpa upp fastigheter för att härbärgera flyktingar. Tillsammans med romanerna Ankare (1988) och Under i september (1994) bildar den en trilogi.